# 13 Dywizja Kawalerii (Imperium Rosyjskie)
13 Dywizja Kawalerii (ros. 13-я кавалерийская дивизия) – dywizja kawalerii Armii Imperium Rosyjskiego.
Dywizja została sformowana 27 lipca 1875. Stacjonowała w Królestwie Kongresowym na terenie ówczesnej guberni warszawskiej i siedleckiej. Wchodziła w skład 14 Korpusu Armijnego. W latach 1914–1917 walczyła w I wojnie światowej.

## Struktura organizacyjna
Organizacja w 1914
- Dowództwo 13 Dywizji Kawalerii w Warszawie
- 1 Brygada Kawalerii w Warszawie
  - 13 pułk dragonów w Garwolinie
  - 13 Włodzimierski pułk ułanów w Mińsku Mazowieckim
- 2 Brygada Kawalerii w Warszawie
  - 13 Narewski pułk huzarów w Siedlcach
  - 2 pułk Kozaków Orenburskich w Warszawie
- 21 bateria artylerii konnej w Warszawie